# Garry Walberg
Pour les articles homonymes, voir Walberg.
Garry Walberg est un acteur américain né le 10 juin 1921 à Buffalo (New York) et mort le 27 mars 2012 à Los Angeles (Californie).

## Filmographie
- 1959 : La Quatrième Dimension (The Twilight Zone) (série TV) : Reporter #3 (saison 1, épisode 1 : Solitude)
- 1960 : Gangster Story (en) : Adolph
- 1969 : Charro (Charro !) : Martin Tilford (hotel owner)
- 1969 : The Maltese Bippy : Harold Fenster
- 1969 : Willie Boy (Tell Them Willie Boy Is Here) : Dr Mills
- 1970 : The Challenge (en) (TV) : Capitaine du sous-marin
- 1970 : Appelez-moi monsieur Tibbs (They Call Me MISTER Tibbs!) : Medical Examiner
- 1971 : Le Mystère Andromède (The Andromeda Strain) : Technician
- 1971 : L'Organisation (The Organization) : Captain Stacy
- 1971 : Columbo : Lady in Waiting (TV) : Premier détective
- 1972 : Man on a String (TV) : Sergent
- 1972 : The Man (en) : Pierce
- 1972 : When the Legends Die : School superintendant
- 1975 : Crossfire (TV)
- 1975 : Man on the Outside (TV) : Benny
- 1976 : One of My Wives Is Missing (TV) : Officer Foley
- 1976 : Revenge of the Cheerleaders : State Inspector
- 1976 : Amelia Earhart (TV) : Film Director
- 1976 : Un tueur dans la foule (Two-Minute Warning) de Larry Peerce : Gov. Ogden
- 1976 : King Kong : Army General
- 1977 : The Amazing Howard Hughes (TV) : Henry J. Kaiser
- 1977 : MacArthur, le général rebelle (MacArthur) : Lt. Gén. Walton H. Walker
- 1980 : Rage! (TV) : Maryann's Father
- 1985 : Command 5 (TV) : Arthru Steur
- 1987 : The Spirit (TV) : Commissioner Dolan
- 1993 : The Odd Couple: Together Again (TV) : Speed